# Primarias del Partido Republicano de 2004 en California
Las primarias republicanas de California de 2004 fueron hechas el 2 de marzo de 2004, el mismo día que las primarias demócratas. A como se esperaba, el titular Presidente George W. Bush ganó casi por unanimidad a pesar de las oposiciones. Bush luego ganó las elecciones generales sobre el Senador John Kerry de Massachusetts.

## Resultados
| Primarias republicanas de California de 2004 | Primarias republicanas de California de 2004 | Primarias republicanas de California de 2004 | Primarias republicanas de California de 2004 |
| Candidato                                    | Votos                                        | Porcentaje                                   | Delegados nacionales                         |
| -------------------------------------------- | -------------------------------------------- | -------------------------------------------- | -------------------------------------------- |
| George W. Bush                               | 2,216,047                                    | 100.00%                                      |                                              |
| Nancy Warrick (escrito)                      | 95                                           | 0.00%                                        |                                              |
| Bill Wyatt (escrito)                         | 90                                           | 0.00%                                        |                                              |
| Blake Ashby (escrito)                        | 56                                           | 0.00%                                        |                                              |
| Bradley J. Barton (escrito)                  | 22                                           | 0.00%                                        |                                              |
| Richard Allen Holtz (escrito)                | 17                                           | 0.00%                                        |                                              |
| Richard P. Bosa (escrito)                    | 12                                           | 0.00%                                        |                                              |
| Doc Castellano (escrito)                     | 12                                           | 0.00%                                        |                                              |
| Total                                        | 2,216,351                                    | 100.00%                                      |                                              |